# Działo gazowe

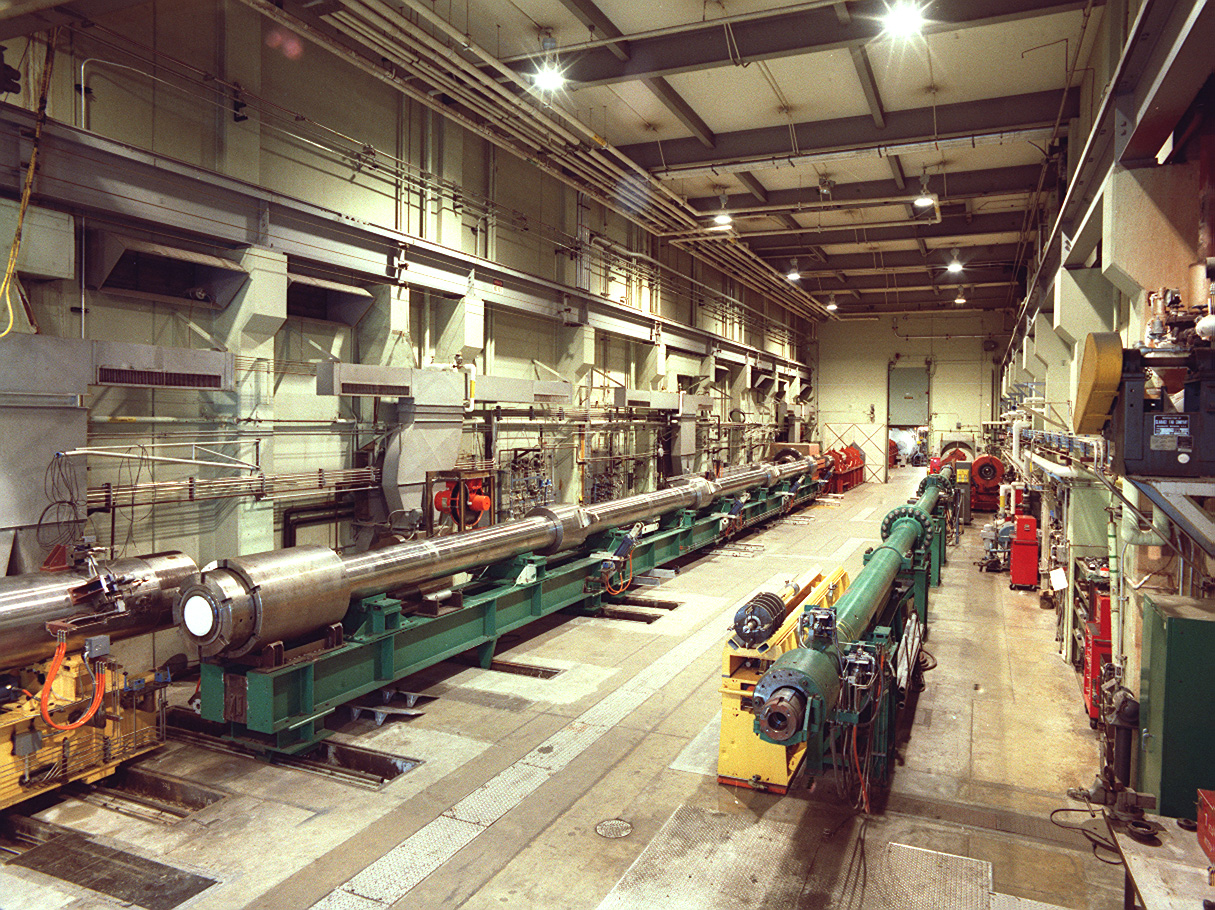
Dwa działa gazowe w Arnold Air Force Base w Stanach Zjednoczonych (2008)

Diagram działa gazowego
1 — Blokada zamka
2 — Komora spalania
3 — Ładunek miotający (proch strzelniczy)
4 — Tłok
5 — Cylinder tłoczny
6 — Lekki gaz (wodór lub hel)
7 — Pękająca membrana
8 — Połączenie wysokociśnieniowe
9 — Pocisk
10 — Lufa

Działo gazowe – rodzaj superdziała generujący bardzo duże prędkości wystrzeliwanych pocisków stosowany do przeprowadzania eksperymentów fizycznych i badań naukowych w zakresie nauk technicznych. Działa gazowe, najczęściej wykorzystywanie do badania mechaniki zderzeń, są stosowane między innymi przez United States Air Force, NASA i Lawrence Livermore National Laboratory. Posiadają je również laboratoria niektórych uczelni wyższych. Pociski wystrzeliwane z dział gazowych znajdujących się w Arnold Air Force Base w stanie Tennessee w Stanach Zjednoczonych mogą osiągać prędkość 7 km/s; w 1966 roku w NASA osiągnięto prędkość 11 km/s. Według badaczy z Lawrence Livermore National Laboratory możliwe jest skonstruowanie działa gazowego wystrzeliwującego pociski z prędkością 15 km/s.
W 1996 roku amerykańscy fizycy William Nellis, Arthur Mitchell i Samuel Weir uzyskali za pomocą działa gazowego wodór w stanie, który wykazuje pewne własności metaliczne.
W Stanach Zjednoczonych prowadzone są prace badawcze mające na celu wykorzystanie dział gazowych do bezrakietowego startu kosmicznego przez wystrzeliwanie obiektów na niską orbitę okołoziemską; zapoczątkowało je w latach 1992–1995 Lawrence Livermore National Laboratory, prowadząc tzw. projekt SHARP (ang. Super High Altitude Research Project).